# Mustafa Zazai
Mustafa Zazai (pers. ‏مصطفی زازای‎‎; ur. 9 maja 1993 w Kabulu) – niemiecko–afgański piłkarz, w latach 2014–2022 reprezentant Afganistanu.